# SlovoNovo
Das Forum SlovoNovo ist ein 2018 vom Kulturveranstalter und Galeristen Marat Gelman gegründetes und seitdem jährlich Ende September in Budva, Montenegro, stattfindendes Kulturforum der freien russischen Kultur.

## Ziel und Inhalt des Forums
Ziel des Forums ist es, die unabhängige russische Kultur in der Emigration zu unterstützen und zu fördern.
Zum Programm des Forums zählen Dichterlesungen, Autorengespräche, Ausstellungen, Theatervorstellungen, Konzerte, Buchpräsentationen, Filmvorführungen. Veranstaltungsorte sind die Räume des Hotelkomplexes Dukley in Budva sowie öffentliche Räume und Plätze.
Diskussionsrunden von politischen und kulturpolitischen Themen aus aktuellem Anlass gehören fest zum Programm, einen Schwerpunkt setzen die «Runden Tische».
Das Programm des Forums SlovoNovo richtet sich gleichermaßen an die Kulturschaffenden und das Fachpublikum wie an die interessierte Öffentlichkeit.
Das Forum versammelt die wichtigsten und prominentesten Vertreter der zeitgenössischen russischen Kultur. Beteiligt waren in den vergangenen Jahren Schriftsteller und Dichter wie Ljudmila Ulizkaja, Michail Schischkin, Boris Akunin, Dmitri Bykow, Wiktor Jerofejew, Lew Rubinstein, Tomas Venclova, Wera Pawlowa, Bachyt Kenschejew, Alexei Zwetkow, Wera Poloskowa, Boris Chersonskij, Oleksandr Kabanow, Wladimir Kaminer und andere.
Die Ausstellungen zeigten die Werke von Vitaly Komar, Alex Melamid, Dmitri Wrubel, Michail Grobman, Evgeni Dybsky, Dmitri Gutow, die blauen Nasen, Oleksandr Rojtburd und vielen anderen Künstlern.
An Musikveranstaltungen nahmen Boris Grebenschtschikow, Andrei Makarewitsch, Psoi Korolenko, Polina Osetinskaja, Pussy Riot, Sergej Newski und andere bekannte Musiker sowie der bekannte Musikkritiker Artemi Troizki teil.
Zu teilnehmenden Film- und Theaterregisseuren und Schauspielern gehören: Dmitri Krymow, Weniamin Smechow, Iwan Wyrypajew, Andrei Chrschanowski, Leonid Parfjonow sowie der führende russische Filmkritiker Anton Dolin. Witali Manski, der Dokumentarfilmregisseur und Gründer des Festivals Artdocfest, präsentierte bei jeder Ausgabe von SlovoNovo das spezielle Doku-Programm.
Zudem treffen sich außer Schriftstellern, Künstlern und Musikern auch führende Pädagogen und Gründer der unabhängigen Schulen im Ausland und diskutieren über die Fragen der Bildung und Erhaltung der russischen Kultur in der Emigration.
An der Arbeit des Forums beteiligten sich führende Figuren der russischen demokratischen Opposition: Garri Kasparow, Andrey Illarionow, Ilja Ponomarjow.
Zum Forum kommen auch ausländische Slawisten und Russland-Experten wie Andreas Umland, Boris Reitschuster, Tomas Glanc und andere.
Seit seiner Gründung entwickelte sich SlovoNovo zum bedeutendsten Forum für die aktuelle russische Kultur.
Seit 2022 findet das Forum außer im September in Budva auch im Frühjahr in einem anderen Land statt. Im Mai 2022 wurde das Forum SlovoNovo in Tel Aviv durchgeführt.
Mit der Verstärkung der repressiven Politik des russischen Staates gegen die Kultur begann auch die Verfolgung der Vertreter des Forums. Am 30. Dezember 2021 erklärte das Justizministerium der Russischen Föderation Marat Guelman, den Gründer von SlovoNovo, zum “ausländischen Agenten”. Das staatliche Fernsehen startete eine Hetzekampagne gegen SlovoNovo.

## Stellungnahme des Forums SlovoNovo zum Krieg in der Ukraine
Nach dem Überfall russischer Truppen auf die Ukraine steht der Krieg im Mittelpunkt der Gespräche und Veranstaltungen des Forums. Das Forum SlovoNovo verurteilt den Einmarsch russischer Truppen in die Ukraine aufs Schärfste und unterstützt den Kampf der Ukrainer gegen das Putin-Regime für ihre Freiheit. Die Rede von Michail Schischkin wurde zu einer klaren Antikriegs- und Solidaritätserklärung des Forums.